# Maarten Paes
Maarten Paes (Nimega, 14 marzo 1998) è un calciatore olandese naturalizzato indonesiano, portiere dell'FC Dallas e della nazionale indonesiana.

## Biografia
Nato nei Paesi Bassi, nel 2024 ha ottenuto la cittadinanza dell'Indonesia, paese di cui è originario tramite madre.

## Carriera

### Club
Cresciuto nel settore giovanile del N.E.C., il 4 aprile 2018 si è trasferito a titolo definitivo all'Utrecht.
Ha esordito in prima squadra il 19 agosto 2018 disputando l'incontro di Eredivisie vinto 2-0 contro il PEC Zwolle.
Il 20 gennaio 2022 viene ceduto in prestito all'FC Dallas.
Il 24 giugno 2022 viene riscattato dal club.

### Nazionale
Dopo avere rappresentato le selezioni giovanili olandesi dall'under-19 all'under-21, successivamente decide di rappresentare l'Indonesia, nazionale delle sue origini, da cui viene convocato per la prima volta nell'agosto 2024. Fa il suo esordio con la massima selezione indonesiana il 5 settembre dello stesso anno nel pareggio per 1-1 in casa dell'Arabia Saudita, in cui si è reso protagonista parando un rigore al giocatore avversario Salem Al-Dawsari.

## Statistiche

### Presenze e reti nei club
Statistiche aggiornate al 29 settembre 2024.
| Stagione            | Squadra             | Campionato          | Campionato | Campionato | Coppe nazionali | Coppe nazionali | Coppe nazionali | Coppe continentali | Coppe continentali | Coppe continentali | Altre coppe | Altre coppe | Altre coppe | Totale | Totale | Totale |
| Stagione            | Squadra             | Comp                | Pres       | Reti       | Comp            | Pres            | Reti            | Comp               | Pres               | Reti               | Comp        | Pres        | Reti        | Pres   | Reti   |        |
| ------------------- | ------------------- | ------------------- | ---------- | ---------- | --------------- | --------------- | --------------- | ------------------ | ------------------ | ------------------ | ----------- | ----------- | ----------- | ------ | ------ | ------ |
| 2016-2017           | N.E.C.              | ED                  | 0          | 0          | CO              | 0               | 0               | -                  | -                  | -                  | -           | -           | -           | 0      | 0      |        |
| 2017-2018           | N.E.C.              | 1D                  | 0          | 0          | CO              | 0               | 0               | -                  | -                  | -                  | -           | -           | -           | 0      | 0      |        |
| 2018-2019           | Jong Utrecht        | 1D                  | 9          | -28        | -               | -               | -               | -                  | -                  | -                  | -           | -           | -           | 9      | -28    |        |
| 2020-2021           | Jong Utrecht        | 1D                  | 9          | -26        | -               | -               | -               | -                  | -                  | -                  | -           | -           | -           | 9      | -26    |        |
| Totale Jong Utrecht | Totale Jong Utrecht | Totale Jong Utrecht | 18         | -54        |                 | -               | -               |                    | -                  | -                  |             | -           | -           | 18     | -54    |        |
| 2018-2019           | Utrecht             | ED                  | 1          | 0          | CO              | 0               | 0               | -                  | -                  | -                  | -           | -           | -           | 1      | 0      |        |
| 2019-2020           | Utrecht             | ED                  | 18         | -25        | CO              | 1               | 0               | UEL                | 0                  | 0                  | -           | -           | -           | 19     | -25    |        |
| 2020-2021           | Utrecht             | ED                  | 8          | -11        | CO              | 1               | -1              | -                  | -                  | -                  | -           | -           | -           | 9      | -12    |        |
| 2021-gen. 2022      | Utrecht             | ED                  | 17         | -23        | CO              | 2               | -3              | -                  | -                  | -                  | -           | -           | -           | 19     | -26    |        |
| Totale Utrecht      | Totale Utrecht      | Totale Utrecht      | 44         | -59        |                 | 4               | -4              |                    | -                  | -                  |             | -           | -           | 48     | -63    |        |
| 2022                | FC Dallas           | MLS                 | 32+2       | -34 + -3   | USOC            | 0               | 0               | -                  | -                  | -                  | -           | -           | -           | 34     | -37    |        |
| 2023                | FC Dallas           | MLS                 | 30+3       | -29 + -4   | USOC            | 0               | 0               | -                  | -                  | -                  | LC          | 3           | -5          | 36     | -38    |        |
| 2024                | FC Dallas           | MLS                 | 30         | -52        | USOC            | 3               | -3              | -                  | -                  | -                  | LC          | 2           | -4          | 35     | -59    |        |
| Totale carriera     | Totale carriera     | Totale carriera     | 159        | -235       |                 | 7               | -7              |                    | 0                  | 0                  |             | 5           | -9          | 171    | -251   |        |

### Cronologia presenze e reti in nazionale
| Cronologia completa delle presenze e delle reti in nazionale ― Indonesia | Cronologia completa delle presenze e delle reti in nazionale ― Indonesia | Cronologia completa delle presenze e delle reti in nazionale ― Indonesia | Cronologia completa delle presenze e delle reti in nazionale ― Indonesia | Cronologia completa delle presenze e delle reti in nazionale ― Indonesia | Cronologia completa delle presenze e delle reti in nazionale ― Indonesia | Cronologia completa delle presenze e delle reti in nazionale ― Indonesia | Cronologia completa delle presenze e delle reti in nazionale ― Indonesia |
| Data                                                                     | Città                                                                    | In casa                                                                  | Risultato                                                                | Ospiti                                                                   | Competizione                                                             | Reti                                                                     | Note                                                                     |
| ------------------------------------------------------------------------ | ------------------------------------------------------------------------ | ------------------------------------------------------------------------ | ------------------------------------------------------------------------ | ------------------------------------------------------------------------ | ------------------------------------------------------------------------ | ------------------------------------------------------------------------ | ------------------------------------------------------------------------ |
| 5-9-2024                                                                 | Riad                                                                     | Arabia Saudita                                                           | 1 – 1                                                                    | Indonesia                                                                | Qual. Mondiali 2026                                                      | -1                                                                       | 89’                                                                      |
| 10-9-2024                                                                | Giacarta                                                                 | Indonesia                                                                | 0 – 0                                                                    | Australia                                                                | Qual. Mondiali 2026                                                      | -                                                                        |                                                                          |
| 10-10-2024                                                               | Riffa                                                                    | Bahrein                                                                  | 2 – 2                                                                    | Indonesia                                                                | Qual. Mondiali 2026                                                      | -2                                                                       |                                                                          |
| 15-10-2024                                                               | Tsingtao                                                                 | Cina                                                                     | 2 – 1                                                                    | Indonesia                                                                | Qual. Mondiali 2026                                                      | -2                                                                       |                                                                          |
| 15-11-2024                                                               | Giacarta                                                                 | Indonesia                                                                | 0 – 4                                                                    | Giappone                                                                 | Qual. Mondiali 2026                                                      | -4                                                                       |                                                                          |
| 19-11-2024                                                               | Giacarta                                                                 | Indonesia                                                                | 2 – 0                                                                    | Arabia Saudita                                                           | Qual. Mondiali 2026                                                      | -                                                                        |                                                                          |
| 20-3-2025                                                                | Sydney                                                                   | Australia                                                                | 5 – 1                                                                    | Indonesia                                                                | Qual. Mondiali 2026                                                      | -5                                                                       |                                                                          |
| 25-3-2025                                                                | Giacarta                                                                 | Indonesia                                                                | 1 – 0                                                                    | Bahrein                                                                  | Qual. Mondiali 2026                                                      | -                                                                        | 72’                                                                      |
| Totale                                                                   |                                                                          | Presenze                                                                 | 8                                                                        |                                                                          | Reti                                                                     | -14                                                                      |                                                                          |